# Lletra tipogràfica

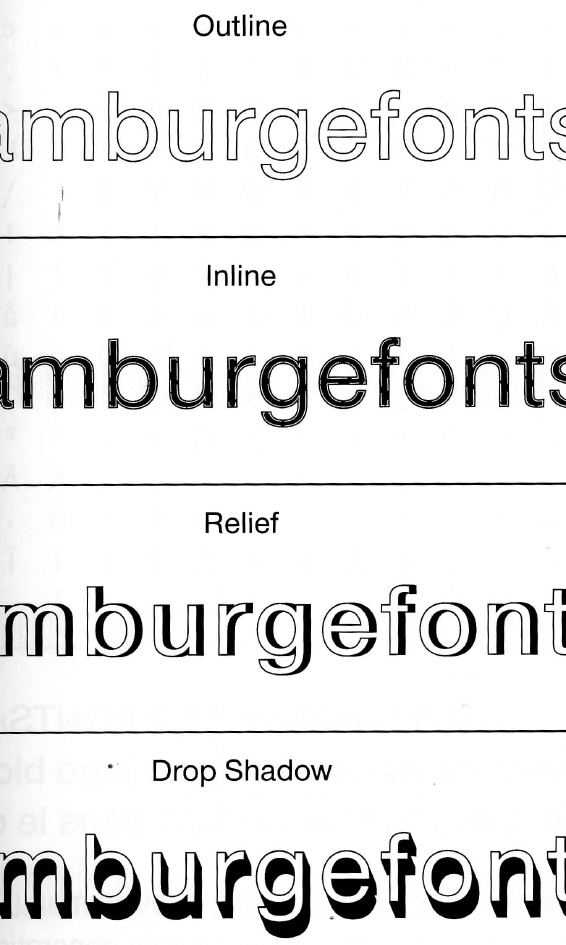
Exemples de variants d'un tipus de lletra

Una lletra tipogràfica o tipus de lletra, en tipografia, és un conjunt de signes o caràcters amb un mateix patró formal que sol tenir variants o estils cada un dels quals es defineix com una font tipogràfica. L'expressió és una referència abstracta a un disseny independentment de com es concreti en forma de tipus metàl·lics, transferibles o arxius digitals. Però fa referència a l'ús tecnològic del text, a diferència de la lletra cal·ligràfica referida a l'escriptura manual. Podem fer servir aquest terme per referir-nos a un conjunt de famílies, a una família o fins i tot a un patró formal que només té una font.
Així, per exemple, podem referir-nos a la Garamond com una lletra tipogràfica que es concreta en famílies com: Adobe Garamond o ITC Garamond produïdes per encàrrec de diferents editors tipogràfics. Alhora una família com Adobe Garamond pot incloure diverses fonts com: Adobe Garamond Regular, Adobe Garamond Italic, Adobe Garamnond Small Caps, Adobe Garamond Bold, Adobe Garamond Bold Oldstyle Figures, etc.
És possible també que hi hagi una lletra tipogràfica que només té una família composta per una sola font com, per exemple, la lletra de tipus Castellar.

## Terminologia
Si bé l'anglès ha tingut tradicionalment una paraula específica (Typeface) per denominar el patró formal tipogràfic, la tradició tipogràfica catalana no té una distinció terminològica tan clara, ja que "família tipogràfica" es refereix a la plasmació concreta d'un editor tipogràfic i no al patró general. L'autor Josep M. Pujol va proposar l'ús del terme "lletra tipogràfica" per afinitat a com ens referim als patrons formals en la cal·ligrafia, i descartava utilitzar "tipus de lletra" per la seva ambigüitat: podria referir-se al tipus o a una classe o tipologia, fet que pot induir a confusió.